# Gaturamo-preto
Eufónia-de-flancos-dourados ou gaturamo-preto (Euphonia cayennensis) é uma espécie de ave da família Fringillidae.
Pode ser encontrada nos seguintes países: Brasil, Guiana Francesa, Guiana, Suriname e Venezuela.
Os seus habitats naturais são: florestas subtropicais ou tropicais húmidas de baixa altitude.